# Catálogo de acesso público online
O catálogo de acesso público online,  do inglês online public acess catalog, também chamado de catálogo em linha, eletrônico ou on-line. Frequentemente abreviado como OPAC, tal pode ser definido como um banco de dados online de materiais mantidos por uma biblioteca ou grupo de bibliotecas. Estes evoluíram de catálogo em ficha catalográfica, para sua forma automatizada, que permitem a pesquisa na coleção de livros e outros materiais da biblioteca de modo rápido e com maior possibilidade de padronização.

## História

### Origem

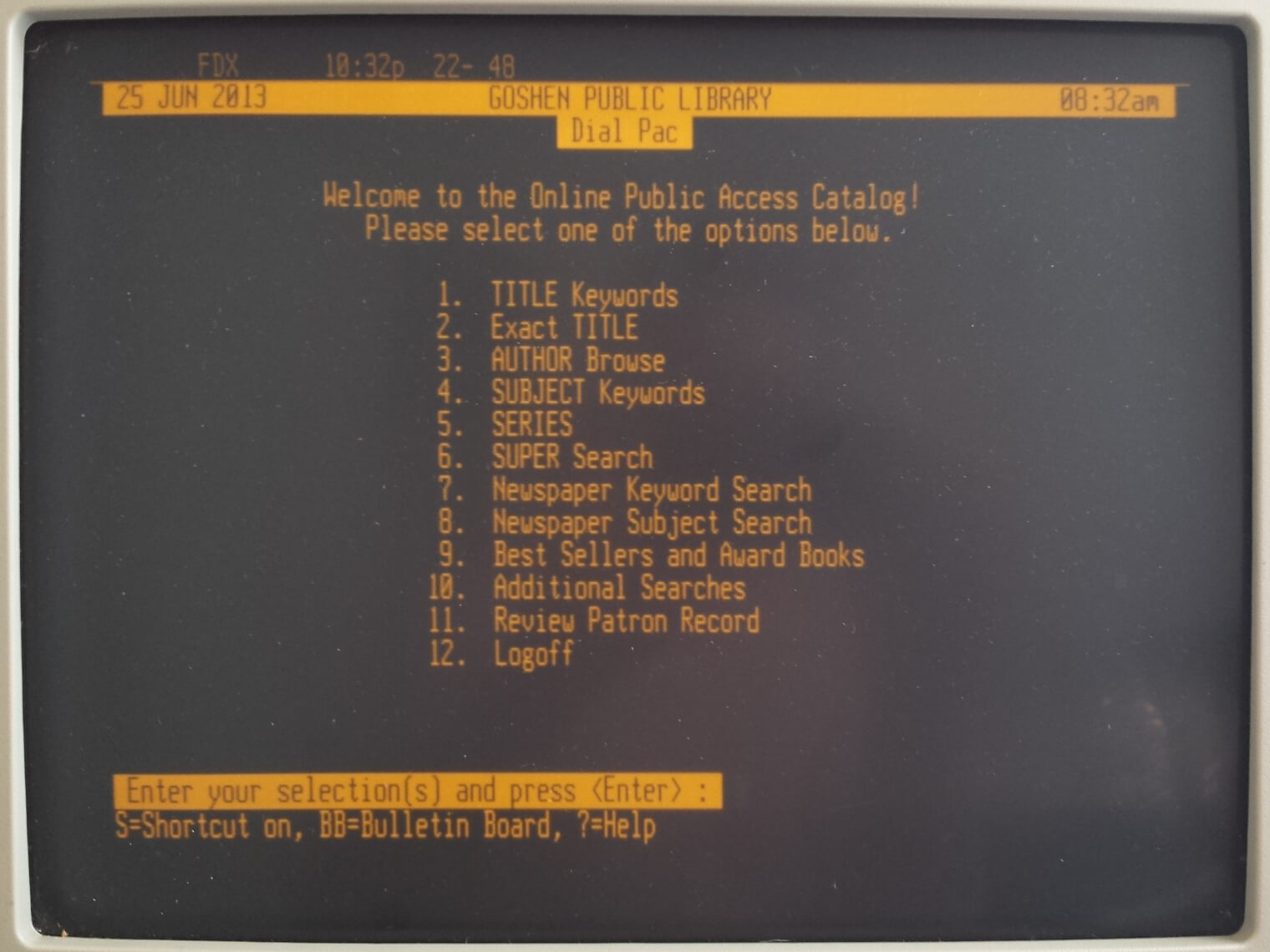
Captura de tela de um menu Dynix. Apresentado pela primeira vez em 1983, o Dynix foi um dos primeiros e mais populares sistemas de automação de biblioteca comercial já lançado, apresenta quase vinte anos de uso em bibliotecas em todo o mundo.

Antes da década de 1960 já havia sistemas experimentais, entretanto foi a partir desta que os primeiros catálogos online em grande escala foram desenvolvidos na Ohio State University em 1975 e na Biblioteca Pública de Dallas em 1978.
Inicialmente, estes e outros sistemas de catálogo online apresentavam uma tendência de se assemelharem com os catálogos de fichas, que desejavam substituir. Usando um terminal dedicado ou cliente telnet, os usuários podiam pesquisar um punhado de índices de pré-ordenadas e navegar na exibição resultante da mesma forma que faziam anteriormente no catálogo de ficha catalográficas.
Ao longo da década de 1980, a quantidade e a sofisticação desses sistemas  aumentaram. Assim, as primeiras Opac's comerciais surgiram e, no final desta década, substituíram em grande parte os sistemas construídos pelas próprias bibliotecas. Os catálogos de bibliotecas começaram a fornecer mecanismos de pesquisa aprimorados, incluindo pesquisa booleana e por palavra-chave, bem como funções auxiliares.
Ao mesmo tempo, as bibliotecas começaram a desenvolver aplicativos para automatizar a aquisição, catalogação e circulação de livros e outros materiais destas instituições, possibilitado pela chegada da internet e do formato Marc 21. Esses aplicativos, conhecidos coletivamente como sistema integrado de bibliotecas (SIBi) ou sistema de gerenciamento de bibliotecas, incluíam um catálogo online como interface pública para o inventário do sistema. A maioria dos catálogos de bibliotecas está intimamente ligada ao sistema SIBi e subjacentes.

### Estagnação
A década de 1990 trouxe uma relativa estagnação no desenvolvimento de catálogos online. As interfaces anteriores eram baseadas em caracteres, mas estas começaram a ser substituídas e direcionadas para a Web, embora tanto o design quanto a tecnologia de pesquisa da maioria dos sistemas não avançaram muito além do desenvolvido no final dos anos de 1980.
Concomitantemente, as organizações de fora das bibliotecas começaram a desenvolver sistemas mais sofisticados de recuperação de informação. Assim, mecanismos de busca na web como o Google e sites populares de comércio eletrônico como Amazon.com criaram sistemas mais simples de usar, e que podem fornecer resultados de busca classificados de relevância usando consultas probabilísticas, assim como baseadas em vetores.
Antes do uso generalizado da Internet, o catálogo on-line de bibliotecas era frequentemente o primeiro sistema de recuperação de informações que os usuários encontravam. Agora estes acostumados aos mecanismos de busca da web, as novas gerações de usuários de bibliotecas apresentam cada vez mais uma insatisfação em relação aos mecanismos de busca complexos dos sistemas de catálogos online mais antigos.
Estas críticas a esses sistemas levaram a questionamentos dentro da própria comunidade de bibliotecas e, nos últimos anos, ao desenvolvimento de catálogos mais novos (frequentemente denominados de 'próxima geração').

### Catálogos de última geração
A nova geração de sistemas de catálogo de biblioteca se diferencia dos anteriores pelo uso de técnicas de pesquisa mais sofisticadas, incluindo classificação de relevância e pesquisa facetada, assim como recursos que possibilitam uma maior interação e participação do usuário com o sistema, como a realização de marcações e revisões por estes nos registros. Esses novos recursos dependem dos metadados existentes, que podem ser ruins ou inconsistentes, principalmente em registros mais antigos.
Essas novas plataformas podem ser encontradas de forma independentes do sistema integrado de bibliotecas (SIBi) da organização, em vez de fornecer drivers que permitem a sincronização de dados entre os dois sistemas. Mesmo que as interfaces do catálogo online originalmente tenham sido construídas quase que exclusivamente por fornecedores de SIBi, as bibliotecas têm procurado os catálogos de última geração construídos por empresas de busca corporativa e projetos de software de código aberto, que são geralmente liderados pelas próprias bibliotecas. Porém, os custos associados a esses novos sistemas, fizeram com que sua adoção fosse retarda, especialmente em instituições menores.

## Catálogos sindicais
Os catálogos de bibliotecas normalmente refletem os acervos de uma única biblioteca, porém eles também podem conter os acervos de um grupo ou consórcio de bibliotecas. Esses sistemas, conhecidos como catálogos sindicais, geralmente são projetados para ajudar no empréstimo de livros e outros materiais entre as instituições membros por meio de empréstimo entre bibliotecas . Embora esta situação não seja comum no Brasil, é possível encontrar alguns exemplos deste tipo de catálogos em todo mundo como a COPAC, SUNCAT, NLA Trove, biblioteca da Cidade do Cabo, OPAC e WorldCat.

## Sistemas relacionados
Existem vários sistemas que compartilham características em comum com os catálogos de bibliotecas, mas pelos seus princípios e funcionalidade se distinguem deles. As bibliotecas utilizam esses sistemas para pesquisar itens que não são normalmente cobertos por um catálogo de biblioteca.
Isso inclui bancos de dados bibliográficos - como Medline, SciELO, Brapci e muitos outros - que indexam artigos de periódicos e outros dados de pesquisa. Há também vários aplicativos destinados ao gerenciamento de documentos, fotografias e outros itens digitalizados ou digitais, como Digital Commons e DSpace. Especialmente em bibliotecas acadêmicas, esses sistemas (geralmente conhecidos como sistemas de biblioteca digital ou sistemas de repositório institucional) auxiliam na preservação de documentos criados por professores e alunos.

## Veja mais
- Catalogação bibliográfica